# Viktor Nyikolajevics Samburkin
Viktor Nyikolajevics Samburkin, oroszul: Виктор Николаевич Шамбуркин (Leningrád, 1931. október 12. – Moszkva, 2018. május 11.) olimpiai bajnok szovjet-orosz sportlövő.

## Pályafutása
Az 1958-as moszkvai világbajnokságon négy arany, egy ezüst- és egy bronzérmet szerzett. Az 1960-as római olimpián kisöbű puska összetettben olimpiai bajnok lett. Indult az 1964-es olimpián. Az 1980-as években a szovjet sportlövő válogatott vezetőedzője volt.

## Sikerei, díjai
- Olimpiai játékok
  - aranyérmes: 1960, Róma – kisöbű puska összetett
- Világbajnokság
  - aranyérmes: 1958, Moszkva – kisöbű puska összetett
  - aranyérmes: 1958, Moszkva – kisöbű puska összetett csapat
  - aranyérmes: 1958, Moszkva – kisöbű puska álló testhelyzet csapat
  - aranyérmes: 1958, Moszkva – standard puska csapat
  - ezüstérmes: 1958, Moszkva – kisöbű puska álló testhelyzet
  - bronzérmes: 1958, Moszkva – kisöbű puska fekvő testhelyzet csapat